# 広島県農工銀行
広島県農工銀行（ひろしまけんのうこうぎんこう）は1898年（明治31年）に広島市で設立された特殊銀行（農工銀行）で、みずほ銀行の前身行の一つである。

## 沿革

### 設立
1896年（明治28年）に日本勧業銀行と農工銀行が法制化されると、1898年には静岡県農工銀行を皮切りに1900年までに全国46府県に一行ずつ農工銀行が設立された。広島県でも農工銀行法に基づいて同年6月15日に広島県農工銀行が設立され、9月15日に広島市尾道町に本店をおいて開業した。当行は他の農工銀行と同様に、農工業振興のための基盤整備に対して長期・低利の融資を行う銀行であり、支店を持たない日本勧業銀行の代理店（事実上の広島支店）として位置づけられていた。設立に際しては県庁が主導し、県下の主要な商工業者・大地主を株主として資本金は1,000,000円に及んだ。初代頭取に就任したのは深安郡深津村の名望家で元広島県議会議長の石井英太郎である。また、当行は行政との結びつきが強く広島県・広島市からの受託により指定銀行となっていた。

### 経営の拡大
1906年（明治39年）9月には大手町4丁目に煉瓦造りの本店へと新築・移転し、さらに1931年（昭和6年）4月に上流町（現・中区胡町）の鉄筋コンクリート造の新しい本店が竣工して移転した。この間、1911年には資金調達のために当行独自の債券を初めて発行し、1923年（大正12年）から翌1924年にかけて福山および三次に支店を設けるなど経営を拡大した。

### 勧銀への合併
大半の農工銀行は府県単位の銀行であるため基盤は弱いとされていたが、当行では1911年から131回にわたって発行された前記の債券の募集も良好であり経営は安定していた。しかし全国的に農工銀行が資金不足にあえぐ状況の下で、1921年（大正10年）の勧農合併法が制定され、これに基づいて日本勧業銀行と各府県の農工銀行の統合が順次進行した。そして1937年（昭和12.年）1月に勧銀との合併契約が締結され、同年3月25日には引継ぎがなされた。上流町の旧本店は日本勧業銀行の広島支店となった。
広島県下の銀行は大正期の戦後恐慌や昭和期の金融恐慌・世界恐慌を経て統合の動きが進行しており、当行の勧銀への合併にともなって県下に本店をおく地方銀行は（旧）芸備銀行・広島合同貯蓄銀行・備南銀行・呉銀行・三次銀行の5行となった。

### 年表
- 1896年（明治28年） - 「農工銀行法」制定。
- 1898年（明治31年）
  - 6月15日 - 広島県農工銀行の設立（設立認可）。
  - 9月15日 - 広島市尾道町に本店をおき開業。
- 1906年（明治39年）9月 - 大手町2丁目の新本店が竣工・移転。
- 1911年（明治44年）6月 - 第一回広島県農工銀行債券300,000円を発行。
- 1923年（大正12年）1月 - 福山支店を設置。
- 1924年（大正13年）1月 - 三次支店を設置。
- 1931年（昭和6年）4月 - 上流町の新本店が竣工・移転。
- 1937年（昭和12年）
  - 1月20日 - 日本勧業銀行との合併契約が締結。
  - 3月25日 - 日本勧業銀行への引継。

## 歴代頭取
- 初代：石井英太郎（1898年（明治31年）5月 - ）[7]
- 2代：八田謹二郎（1910年（明治43年）1月 - ）[注釈 2]
- 3代：石井英太郎（再任 / 1914年（大正3年）1月 - ）
- 4代：沢原為綱（1914年12月 - ）[注釈 3]
- 5代：田部香蔵（1919年（大正8年）1月 -　）[注釈 4]
- 6代：高木幹吾（1923年（大正12年）10月 - ）[注釈 5]
- 7代：佐々木虎太郎（1926年（大正15年）4月 - ）
- 8代：島津需吉（1934年（昭和9年）1月 - 1937年（昭和12年）3月）[注釈 6]

## 店舗
開業時の店舗は広島市の本店のみであったが、その後福山支店・三次支店が設置された。

### 本店
開業当初（1898年6月）の本店は広島市尾道町（現・中区大手町2丁目）に所在していたが、1906年竣工の2代目本店は大手町4丁目（現・2丁目）に立地しており、6本の円柱が特徴的な煉瓦造り3階建て地下1階の建物であった。1931年竣工の上流町の3代目本店は増田清設計によるもので正面中央にアーチ状の入り口を設けたアメリカ風のRC造3階建て地下1階の建物で、勧銀への合併後は同行広島支店となった。一方、大手町4丁目の旧本店は店舗としては廃止され、広島県信用購買販売組合連合会（その後広島県農業会となり、現在のJA広島）が入居した。
1945年8月6日の原爆被災に際しては、爆心地から940mに位置していた上流町の日本勧業銀行広島支店（3代目本店）は外郭は維持されたものの内部が全焼し、勧銀全体で32名の犠牲者を出した。しかし被爆当日には広島市の受託銀行として50,000円の援護資金を融資し、戦後も長く勧銀広島支店（1971年以降は第一勧業銀行広島流川支店）として使用された。1972年には八丁堀の広島支店に統合されたため店舗としては廃止され、清水組広島支店などに利用されたのち1980年に解体された。一方、広島県農業会広島支所となっていた大手町の旧2代目本店は、爆心地から380mの至近距離にあって全壊し、外壁の一部のみが廃墟として残っていたが、ほどなくして撤去された。2代目本店の跡地には1978年8月に「広島県農業会原爆物故者慰霊碑」が建立されている。

### 支店
日本勧業銀行への統合後、福山・三次両支店は勧銀の出張所となったが、1943年にそれぞれ支店へと昇格した。その後、三次支店は廃止となったが（新）芸備銀行によって買い取られ1950年から同行（のち改称して広島銀行）の三次支店として2005年まで使用された。現在は和菓子店の店舗となっている。